# Matheus de Albuquerque
Matheus de Albuquerque (Porto Calvo, AL, 1880 – Petrópolis, RJ, 1967), foi um poeta brasileiro.
Diplomata, cônsul do Brasil em Cádiz, Espanha, conselheiro comercial na Embaixada do Brasil em Madri. Deixou extensa bibliografia em prosa e verso. Publicou, entre outras obras: Visionário (poesia, 1908), Crônicas Contemporâneas (crônicas, 1913), A Juventude de Anselmo Torres (romance, 1923). Várias de suas produções poéticas foram traduzidas para o francês pelo poeta Henri Allorge.
Matheus de Albuquerque lançou a ideia da construção de uma estátua à Eça de Queiroz.

## Obras
- A juventude de Anselmo Torres
- As bellas attitudes (1919)
- Carta a um volontario, e outros escriptos
- Da arte e do patriotismo
- Do sentimento esthetico da vida
- Dora
- Episódios romanescos
- Margara
- Memorial de um contemplativo
- Metamorfoses do Brasil
- Perenidade na vida breve
- Portugal-Brasil limitada
- Sensações e reflexões (1916)
- Visionario